# Kanton Troyes-3
Kanton Troyes-3 (fr. Canton de Troyes-3) je francouzský kanton v departementu Aube v regionu Grand Est. Tvoří ho část města Troyes a obec La Chapelle-Saint-Luc. Před reformou kantonů 2014 ho tvořila pouze část města Troyes.